# Valeska Grisebach
Valeska Grisebach (ur. 4 stycznia 1968 w Bremie) – niemiecka reżyserka, scenarzystka i producentka filmowa. Zaliczana do twórców młodszej generacji tzw. berlińskiej szkoły we współczesnym kinie niemieckim.
Studiowała literaturę niemiecką i filozofię w Berlinie, Monachium i Wiedniu, po czym ukończyła reżyserię na Wiedeńskiej Akademii Filmowej. Jej pierwsza fabuła, Moja gwiazda (2001), była zarazem jej filmem dyplomowym. Poświęcony nastoletniej miłości obraz zdobył wyróżnienie FIPRESCI na MFF w Toronto.
Kolejne filmy Grisebach ugruntowały jej pozycję we współczesnej kinematografii niemieckiej. Tęsknota (2006) startowała w konkursie głównym na 56. MFF w Berlinie, a nakręcony w Bułgarii Western (2017) zaprezentowano premierowo w sekcji "Un Certain Regard" na 70. MFF w Cannes. Wśród licznych wyróżnień obraz ten zdobył główną nagrodę na MFF Nowe Horyzonty we Wrocławiu.
Grisebach zasiadała w jury sekcji "Cinéfondation" na 71. MFF w Cannes (2018) oraz w jury konkursu głównego na 73. MFF w Berlinie (2023).